# Cidade Universitária de Buenos Aires

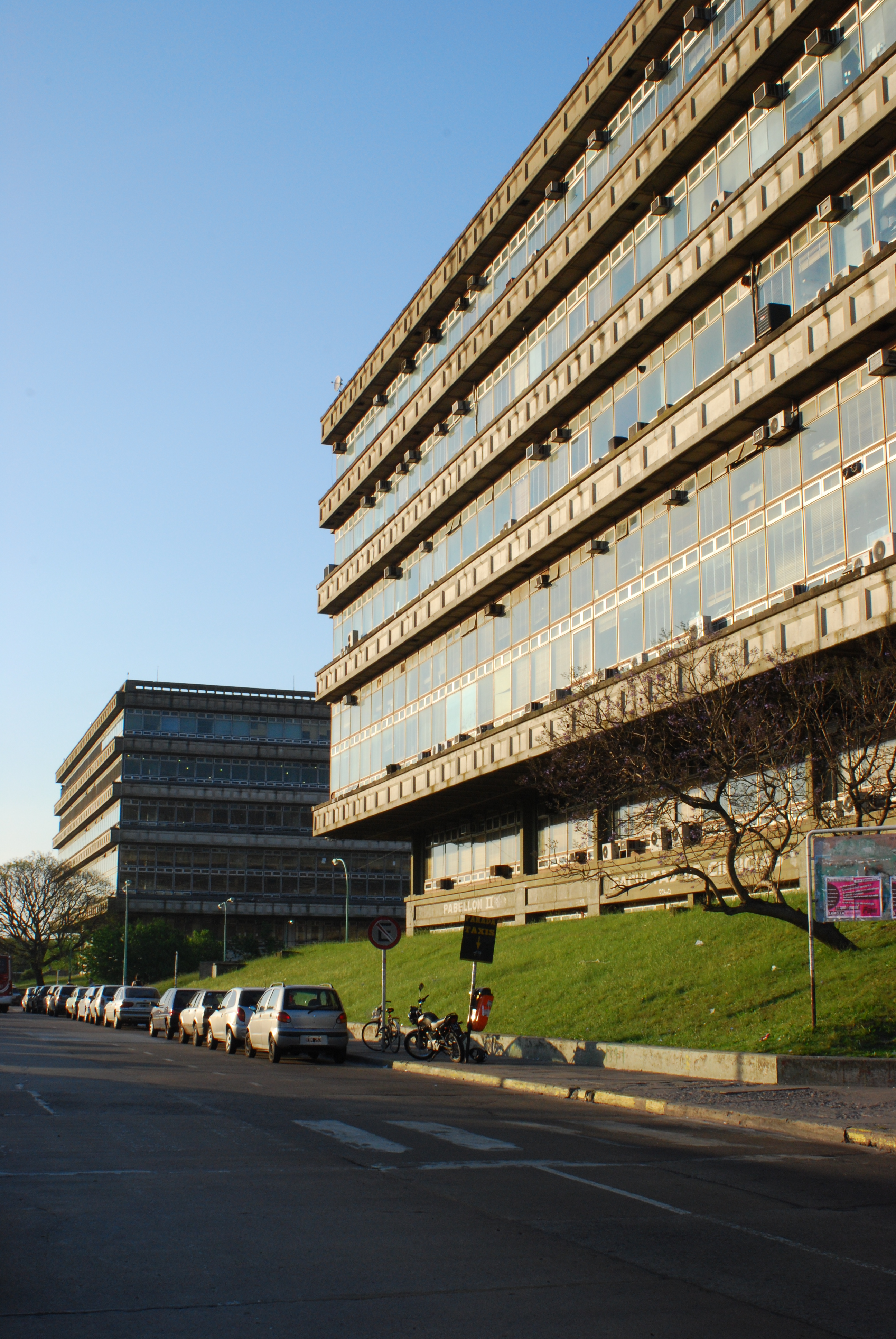
Pavilhões II e III na Cidade Universitária.

A Cidade Universitária de Buenos Aires, localizada no bairro portenho de Belgrano, é um dos dois campi da Universidade de Buenos Aires (UBA), a maior entidade de educação superior da Argentina. Outros edifícios da UBA se encontram também distribuídos em diferentes zonas da Cidade e a Província de Buenos Aires.
Nela se cursam as carreiras pertencentes a Faculdade de Arquitetura, Desenho e Urbanismo, a  Faculdade de Ciências Exatas e Naturais e ao Ciclo Básico Comum. Na Cidade Universitária se desenvolvem também atividades de índole científica, através dos institutos associados do CONICET. No futuro serão construídos os pavilhões IV e V, destinados principalmente a  Faculdade de Engenharia e a  Faculdade de Psicologia, respectivamente.

## Historia
A construção da Cidade Universitária foi finalizada em 1967,4 durante o governo de fato de Juan Carlos Onganía. Sua criação se deve a necessidade de dar a Faculdade de Ciências Exatas e Naturais (FCEN) um lugar propício a investigação científica, sobretudo depois da chegada dos primeiros computadores ao país, e o conseqüente espaço físico que estas ocupavam na faculdade. Para isto, se seguiu um plano apresentado pelo arquiteto francês Le Corbusier em 1929 marcado no Plano Regulador da Cidade de Buenos Aires de 1962. Em maio de 2007, a administração da Cidade Universitária era exercida pela Universidade de Buenos Aires, de acordo com a lei de autonomia das universidades de 1918, através da Superintendência da Cidade Universitária.
Até a criação da Cidade Universitária, a FCEN e a Faculdade de Arquitetura, Desenho e Urbanismo (FADU) tinham suas instalações na Manzana de las Luces do centro histórico de Buenos Aires. Os pavilhões I e II foram desenhados pelo arquiteto argentino Eduardo Catalano, designado junto com outros colaboradores a partir de um concurso internacional de antecedentes. Assim mesmo, a ideia da localização da Cidade Universitária (nas margens do rio na altura do estádio do River Plate) surge de um grupo de estúdio ad hoc integrado por vários arquitetos argentinos.

## Localização e disposição da Cidade Universitária
A Cidade Universitária está localizada no bairro portenho de Belgrano, margeado pelo Rio da Prata, próxima do Aeroparque Jorge Newbery e da Avenida Lugones.
Dentro da Cidade, as duas faculdades ocupam três edifícios conhecidos comumente como pavilhões. Os pavilhões I e II correspondem a FCEN e o III a FADU, os dois últimos situando-se um ao lado do outro, porém o primeiro está separado por aproximadamente setecentos metros. No subsolo do pavilhão III e em certas aulas do pavilhão II se desenvolveram também os cursos correspondentes ao Ciclo Básico Comum. Faz tempo que existem as fundações dos futuros pavilhões IV e V, que se localizarão ao lado do pavilhão III.
Os modos de acesso mais comuns para a Cidade Universitária são, além do automóvel particular, o colectivo (linhas 28, 33, 37, 42, 45, 107 e 160) e o trem. A estação mais próxima é a Estação Raúl Scalabrini Ortiz, correspondente a linha Belgrano Norte operada pela empresa Ferrovías. A UBA proporciona, além de um serviço de transporte gratuito entre os três pavilhões (Transporte Interno Ciudad Universitaria) por meio de autobuses. Este mesmo serviço apenas foi efetivo entre parte dos anos 2005-2006 deixando de funcionar desde então.

## Fotos do pavilhão III

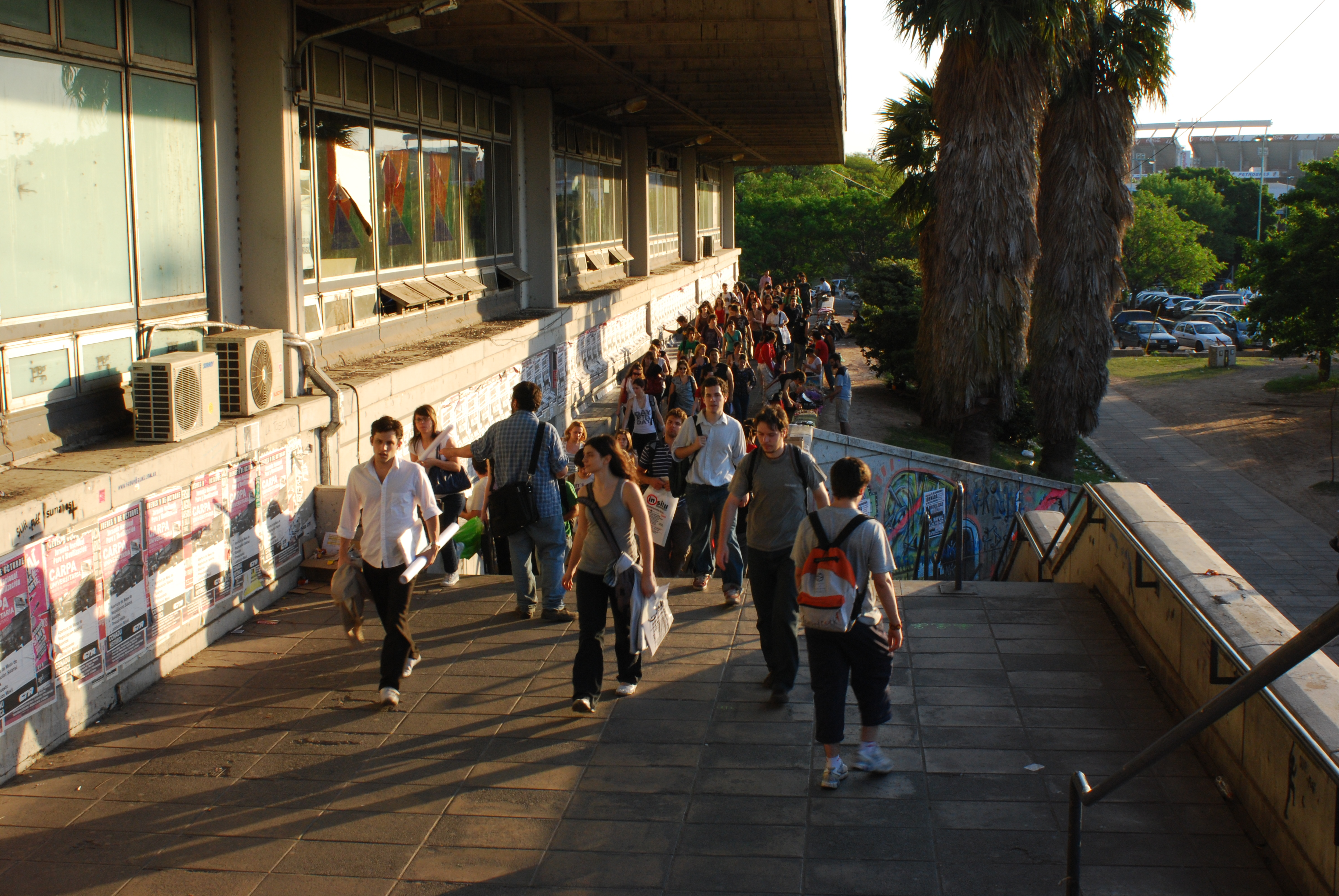
Estudantes vendo para a entrada do pavilhão III
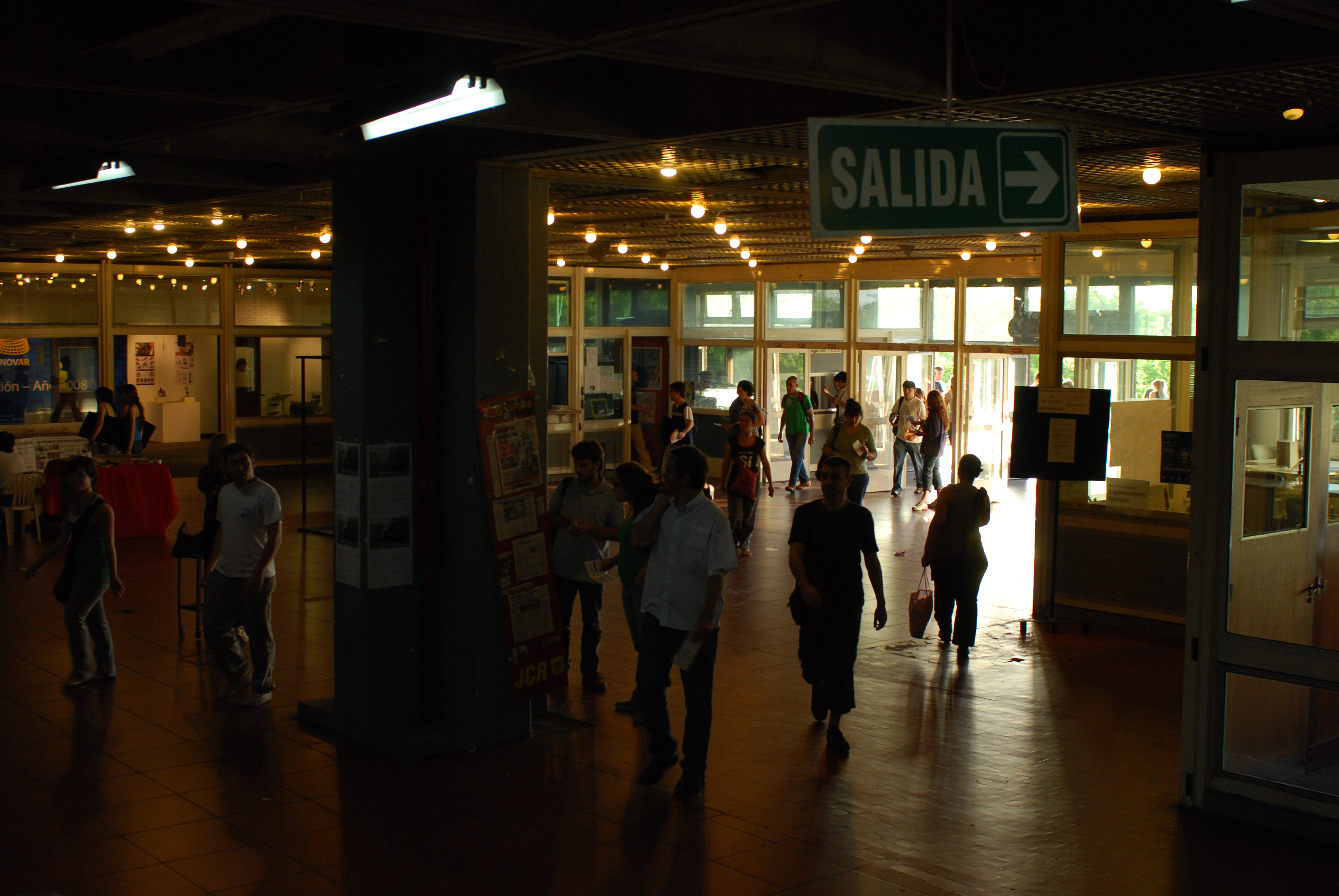
Entrada do pavilhão III desde o interior
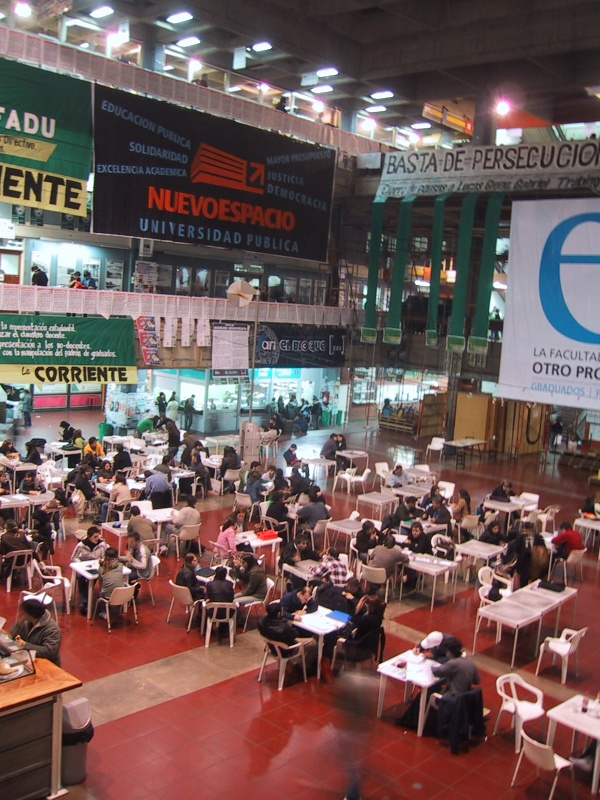
Pátio central do Pavilhão III